# Mellor (Greater Manchester)
Mellor ist eine Gemeinde im Metropolitan Borough of Stockport, Greater Manchester, England. Es liegt zwischen Marple Bridge und New Mills an einem Zufluss des River Goyt.

## Geographie
Mellor liegt im Vorbergen der Pennines an der Grenze zum Bezirk High Peak. Die Ortskirche Mellor Church und Mellor Hall liegen auf einer Anhöhe, die durch ein kleines Tal vom Rest der Gemeinde getrennt sind.
Mellor sitzt auf einer Sandstein-Schicht des Peak-District-Nationalparks, auch als Dark Peak bekannt, im Gegensatz zum Kalkstein des White-Peak-Region. Beide Schichten gehören zum Karbon-Zeitalter.
Eine Besonderheit in Mellor das Fehlen von Iod, das auch im River Goyt nicht vorzufinden ist. Dieser Mangel führte früher zu einer Vergrößerung der Schilddrüse, die als Struma oder „Derbyshire Neck“ bekannt ist.

## Geschichte
Die Geschichte von Mellor lässt sich bis zurück zu den Angelsachsen im Mittelalter rekonstruieren. Die Kirche wurde circa 1330 errichtet und beherbergt die älteste Kanzel Britanniens.
Während der Industrialisierung wurden auf der anderen Seite des River Goyt die Römischen Seen angelegt, die ein Wasserreservoir für Samuel Oldknows Baumwollspinnerei (auch Mellor Mill genannt) war. Am Höhepunkt der Industrialisierung wurde die Wasserkraft durch Kohle ersetzt und die in Mellor entdeckten Steinkohlflöze zur Befeuerung der Öfen verwendet.
Bis 1936 gehörte Mellor zur Grafschaft Derbyshire, danach kam sie zum Stadtdistrikt Marple und war damit ein Teil von Cheshire. Durch die Bildung von Greater Manchester wurde Mellor 1974 Teil des Verwaltungsbezirks der Stadt Stockport (Metropolitan Borough of Stockport).

## Politik
Traditionell starke Parteien in Mellor sind die Conservative Party und die Liberal Democrats. Auch wenn in Mellor kaum Politik betrieben wird, gibt es dennoch bei jeder Wahl eine hohe Wahlbeteiligung.